# Presse écrite au Chili
Cet article traite de la presse écrite au Chili.

## Titres de presse

### Nationaux
- El Mercurio
- La Segunda
- La Tercera
- Las Últimas Noticias

### Régionaux
- El Centro (Talca)
- Chañarcillo (Copiapó)
- Crónica (Concepción)
- El Día  (La Serena)
- El Diario Austral de Osorno
- El Diario Austral de Temuco
- El Diario Austral de Valdivia
- El Diario de Atacama
- El Diario de Aysén (Coyhaique)
- La Discusión (Chillán)
- El Divisadero   (Coyhaique)
- La Estrella de Arica
- La Estrella de Chiloé
- La Estrella de Iquique
- La Estrella de Valparaíso
- La Estrella del Loa
- La Estrella del Norte
- El Labrador (Melipilla)
- El Líder de San Antonio
- El Llanquihue de Puerto Monte
- El Marino (Pichilemu)
- El Mercurio de Antofagasta
- El Mercurio de Calama
- El Mercurio de Valparaíso
- El Ovallino  (Ovalle)
- La Prensa  (Curicó)
- La Prensa Austral (Punta Arenas)
- « La Prensa de Tocopilla »(Archive.org • Wikiwix • Archive.is • Google • Que faire ?)
- El Rancagüino  (Rancagua)
- El Renacer de Angol
- El Renacer de Arauco
- El Sur (Concepción)
- El Trabajo (San Felipe)
- La Tribuna (Los Ángeles)

### Autres
- Diario Financiero
- Diario Oficial
- Estrategia
- La Cuarta
- La Hora
- La Nación
- Publimetro
- VeinteMundos